# 小行星7663
小行星7663（英語：7663）是一颗围绕太阳公转的小行星。1994年9月2日，埃莉諾·赫琳在帕洛马山发现了此天体。
这颗小行星的绝对星等为92.08328等。